# Gromadka (gromada)
Gromadka – dawna gromada, czyli najmniejsza jednostka podziału terytorialnego Polskiej Rzeczypospolitej Ludowej w latach 1954–1972.
Gromady, z gromadzkimi radami narodowymi (GRN) jako organami władzy najniższego stopnia na wsi, funkcjonowały od reformy reorganizującej administrację wiejską przeprowadzonej jesienią 1954 do momentu ich zniesienia z dniem 1 stycznia 1973, tym samym wypierając organizację gminną w latach 1954–1972.
Gromadę Gromadka z siedzibą GRN w Gromadce utworzono – jako jedną z 8759 gromad na obszarze Polski – w powiecie bolesławieckim w woj. wrocławskim, na mocy uchwały nr 10/54 WRN we Wrocławiu z dnia 2 października 1954. W skład jednostki weszły obszary dotychczasowych gromad Gromadka, Grodzanowice, Modła i Borówki ze zniesionej gminy Gromadka w powiecie bolesławieckim oraz obszar dotychczasowej gromady Patoka (bez obszarów leśnych o powierzchni 1.006,40 ha) ze zniesionej gminy Krzywa w powiecie złotoryjskim w tymże województwie. Dla gromady ustalono 25 członków gromadzkiej rady narodowej.
1 stycznia 1960 do gromady Gromadka włączono obszar zniesionej gromady Wierzbowa w tymże powiecie.
1 lipca 1968 do gromady Gromadka włączono obszar zniesionej gromady Różyniec w tymże powiecie.
Gromada przetrwała do końca 1972 roku, czyli do kolejnej reformy gminnej. 1 stycznia 1973 w powiecie bolesławieckim reaktywowano gminę Gromadka.